# Roberto Tinoka
 (juin 2023).
Roberto Tinoka est un membre malgache de l'Assemblée nationale de Madagascar et ministre,. Il était ministre des Transports de Madagascar et était auparavant ministre de la Jeunesse et des Sports,,,. Il est également secrétaire national du parti TGV (Tanora malaGasy Vonona – Ivelany) pour la province de Toliara (Tuléar).

## Biographie

### Jeunesse
Roberto Tinoka a fait ses études à UPRIM Madagascar[Où ?]